# Rodiapoli
Rodiapoli (in greco antico: Ῥοδιάπολις?, Rhodiapolis, in latino Rhodiapolis), conosciuta anche come Rhodia e Rhodiopolis, era un'antica città della Licia. I suoi resti si trovano su una collina a nord-ovest della moderna città di Kumluca, nella provincia di Antalya, in Turchia.

## Storia
La città viene chiamata Rhodia da Tolomeo (V, 3) e Stefano di Bisanzio; Rhodiapolis sulle sue monete e iscrizioni; Rhodiopolis da Plinio il Vecchio, che la situa nelle montagne a nord di Coridala. La città fu considerata come una fondazione dei coloni di Rodi; il nome Rhodiapolis significa "Città Rodia".
Non si sa molto della storia di Rodiapoli: ad eccezione di una tomba in pietra con iscrizione licia, la città mostra poche tracce di insediamento anteriori al IV secolo a.C. Probabilmente essa fu fondata da coloni di Rodi come le vicine città di Gagae, Olympos, Faselide e Coridala. Al IV secolo a.C. risalgono due tombe rupestri con iscrizioni licie. L'esercito di Alessandro Magno fece tappa qui nel 333 a.C. prima di accamparsi per l'inverno a Faselide. Nel periodo ellenistico Rodiapoli faceva parte della Lega Licia: avendo diritto a un solo voto nel consiglio della Lega, doveva essere una città relativamente piccola. Tuttavia in quel periodo essa coniava le sue monete, come accadde nuovamente durante l'impero romano sotto Gordiano III. È stata trovata una notevole quantità di monete d'argento coniate a Rodiapoli. 
Nel periodo romano la città divenne famosa per essere stata la casa del miliardario filantropo Opramoas. Un monumento venne costruito a sua memoria vicino al teatro della città. Sulle pareti del monumento è incisa la più lunga iscrizione in Licia, dove vengono ricordati i suoi benefici e le numerose onorificenze a lui conferite. Secondo l'iscrizione, Opramoas donò circa 500.000 denari a ventotto città Licie per riparare i danni causati da un terremoto accaduto tra il 140 e il 143 d.C. A Rodiapoli egli finanziò la costruzione di due templi. Un altro famoso residente fu Eraclito, noto per la sua oratoria e la conoscenza della medicina.
Secondo le iscrizioni, la città durante il periodo ellenistico e romano era un centro del culto di Atena Polia.

## Storia ecclesiastica
Rodiapoli era nella provincia tardo romana di Licia e quindi la sua sede episcopale era suffraganea di Myra, la sede metropolita di quella provincia. Solo un vescovo di Rodiapoli è conosciuto, Nicola, presente nel 518 a un concilio di Costantinopoli.
Le Notitiae episcopatuum continuano a parlare della sede sino al XII o XIII secolo. Adesso Rodiapoli è sede titolare della chiesa cattolica.

## Storia degli scavi
La città fu scoperta nel 1842 da T. A. B. Spratt. La prima documentazione visiva e le indagini dettagliate delle iscrizioni di Opramoas vennero completate da un gruppo guidato da E. Krickl nel 1894. Il sito è stato danneggiato da un grande incendio boschivo nel 2005. La prima campagna di scavo a Rodiapoli è stata condotta nel 2006 per conto del Ministero della Cultura e del Turismo turco e dell'Università di Akdeniz sotto la guida di Nevzat Çevik.

## Il sito oggi
I resti di un acquedotto, un piccolo teatro, un tempio di Asclepio, sarcofagi e chiese sono ancora visibili sul sito. Nel 2011 è stato scoperto un complesso relativo a un cimitero licio, risalente al 300 a.C. circa.
Rodiapoli è uno dei siti pilota per il progetto FP7 dell'Unione europea denominato FIRESENSE. Nel 2010, diverse telecamere e una rete di sensori radio sono stati installati presso il sito e dei suoi dintorni da parte del Dipartimento di Elettrotecnica ed Ingegneria Elettronica dell'università Bilkent. Utilizzando questo sistema, incendi e inondazioni possono essere rilevati automaticamente nel sito e nei suoi dintorni. Lo scopo principale del sistema è proteggere questo antico sito dai disastri naturali. È anche possibile monitorare a distanza il sito 24 ore su 24, evitando così i furti e gli scavi illegali.

## Galleria d'Immagini

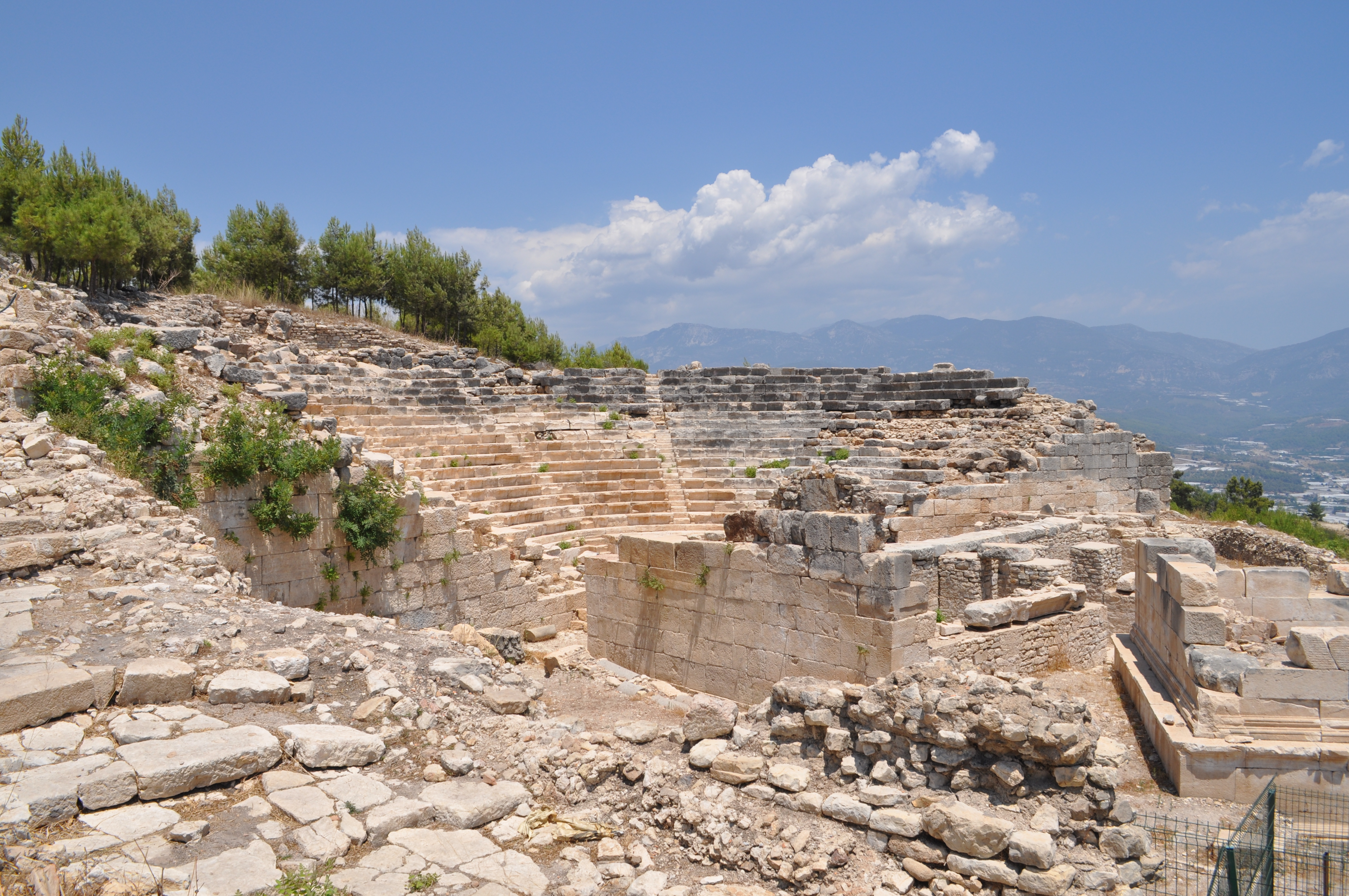
Teatro
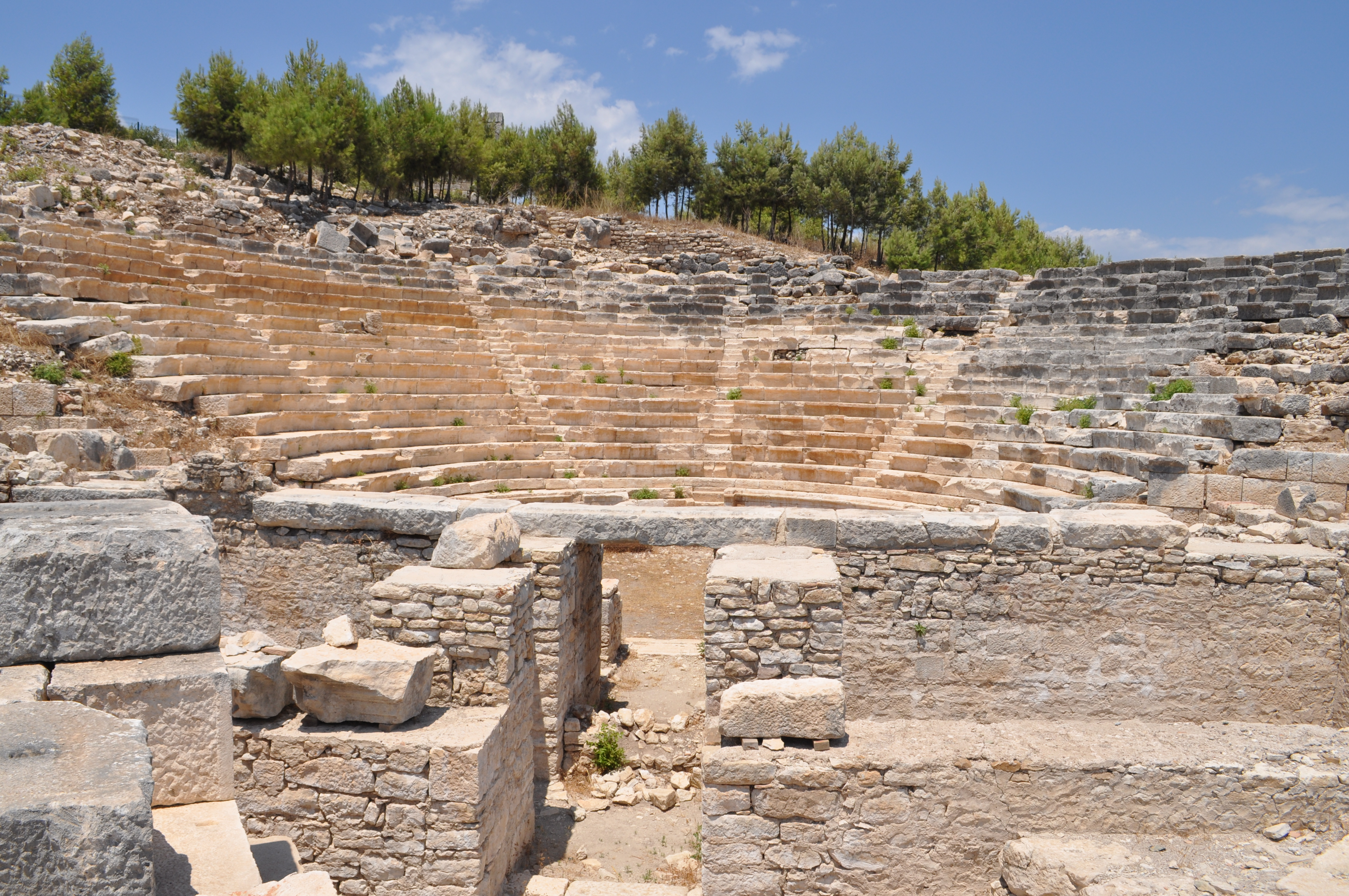
Teatro
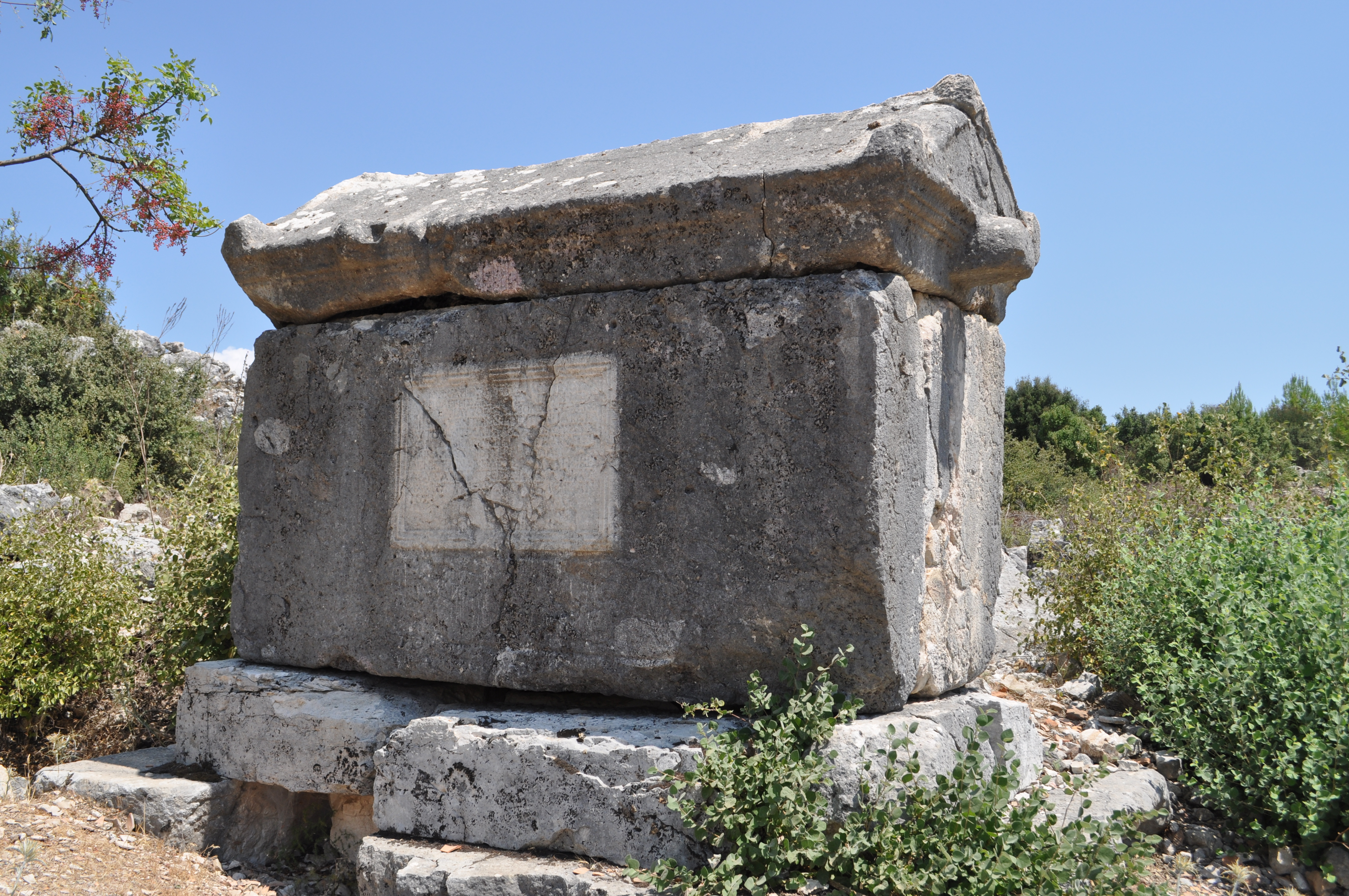
Sarcofago Licio
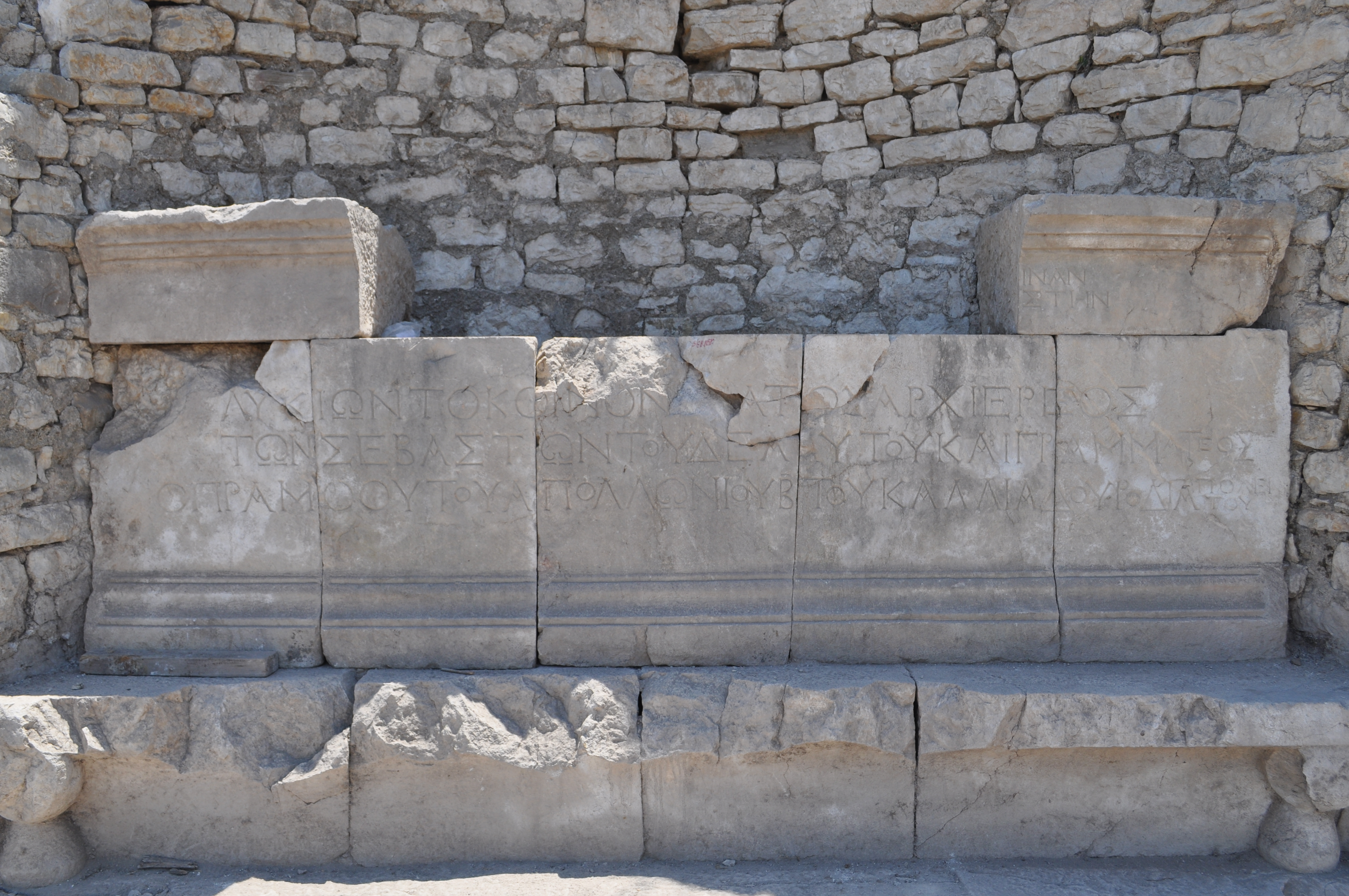
Monumento funerario di Opramoas